# Севиљ Велијева
Севиљ Фуадовна Велијева (рус. Севиль Фуадовна Велиева; Фергана, 20. новембар 1992) руска је певачица, позната под сценичким именом Seville, солистка групе Artik & Asti.

## Дискографија

### ЕПови
- (2019)
- (2021)

### Синглови
- (2019)
- (2020)
- (2021)
- (2023)
- (2024)